# Philanthinae

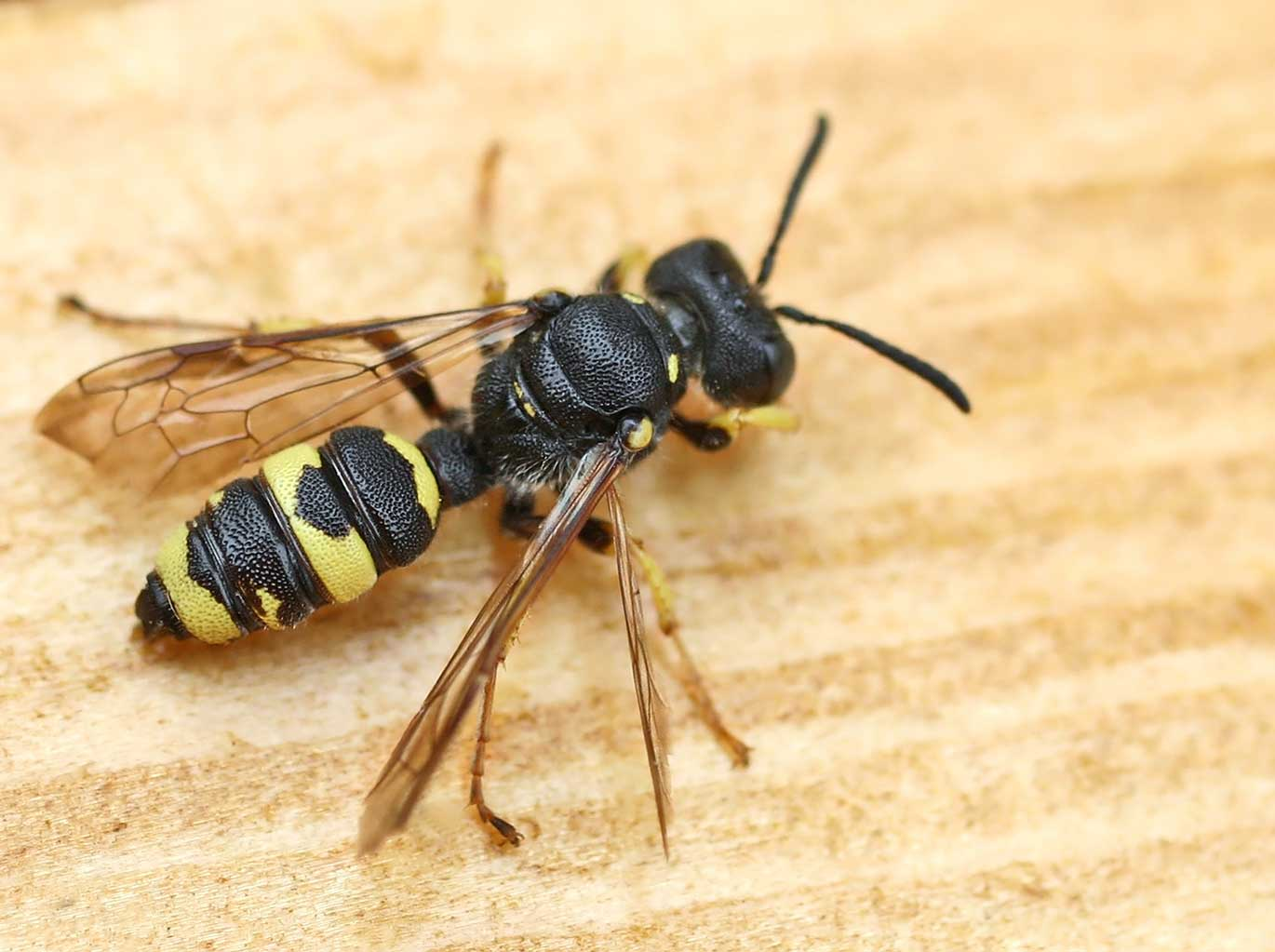
Cerceris rybyensis

Philanthinae (лат.) — подсемейство песочных ос (Crabronidae). Встречаются всесветно. 8 родов и около 1100 видов.
Гнездятся в земле. Охотятся на насекомых (перепончатокрылых и жуков), которых убивают или парализуют, после чего переносят в гнездо, где кормят ими своих личинок. Филант (Philanthus) известен как «пчелиный волк».
Яркоокрашенные (с желтыми и красными отметинами) среднего размера осы. Усики самок 12-члениковые, самцов — 13-члениковые. Крупнейший в этом подсемействе вид Cerceris synagroides достигает 3 см в длину.
.

## Систематика
Около 1100 видов, 8 родов и 4 трибы. Большая часть видового разнообразия приходится на крупнейший род песочных ос Cerceris — 870 видов. Ранее, в состав Philanthinae включали Eremiaspheciinae Menke, 1967 (Eremiasphecium Kohl, 1897 и Laphyragogus Kohl, 1889). Число видов приведено по состоянию на 22 декабря 2012 года:
- Триба Aphilanthopini R. Bohart, 1966 (Неарктика)
  - Aphilanthops Patton, 1881 — 4 вида
  - Clypeadon Patton, 1897 — 9 видов
- Триба Cercerini Lepeletier de Saint Fargeau, 1845
  - Cerceris Latreille, 1802 — 870 видов
  - Eucerceris Cresson, 1865 — 41 вид (Новый Свет)
- Триба Philanthini Latreille, 1802
  - Philanthus Fabricius, 1790 — 137 видов, в том числе Пчелиный волк
  - Trachypus Klug, 1810 — 31 вид
  - Philanthinus de Beaumont, 1949 — 4 вида
- Триба Pseudoscoliini Menke, 1967 (Палеарктика)
  - Pseudoscolia Radoszkowski, 1876 — 47 видов